# Félix Cambier
Félix Eugène Edouard Cambier (Gent, 2 november 1854 - 9 december 1934) was een Belgisch volksvertegenwoordiger.

## Levensloop
Cambier was ingenieur. Hij behoorde tot de familie Cambier, textielfabrikanten in Ronse. Hij werd hoofdredacteur en directeur van Journal de Gand.
Hij werd gemeenteraadslid en schepen van Gent. Hij behoorde tot de radicale liberalen die eerst binnen de Liberale Associatie een Cercle Progressiste stichtten en vervolgens als radico-socialisten overstapten naar de socialisten van Edward Anseele.
In 1900 werd hij verkozen tot volksvertegenwoordiger voor het arrondissement Gent-Eeklo en oefende dit mandaat uit tot in 1909.
Cambier was vrijmetselaar in de Gentse loge 'La Liberté'.